# San Cebrián de Campos
San Cebrián de Campos ist eine Gemeinde mit 407 Einwohnern (Stand: 2024) in der Provinz Palencia der Autonomen Gemeinschaft Kastilien und León. Zur Gemeinde San Cebrián de Campos gehört auch die Ortschaft Amayuelas des Abajo.
Schutzpatrone des Dorfes und Namensgeber der Kirche sind St. Cornelius und St. Cyprian.